# Agdistis gittia
Agdistis gittia là một loài bướm đêm thuộc họ Pterophoridae. Loài này được tìm thấy ở Tây Ban Nha.
Sải cánh dài 22–23 mm. Cánh trước và cánh sau màu nâu xám.